# Partit Popular Unit
Partit Popular Unit (polonès Zjednoczone Stronnictwo Ludowe, ZSL) fou un partit polític polonès d'ideologia agrarista, fundat el 27 de novembre de 1949 en la República Popular de Polònia amb les restes del Partit Popular de Stanisław Mikołajczyk. En la pràctica, però esdevingué un satèl·lit del Partit Obrer Unificat Polonès i va mantenir una representació proporcional al Sejm des de les eleccions parlamentàries poloneses de 1947 a les de 1985.
Després de les eleccions parlamentàries poloneses de 1989 va donar suport Solidarność. Després del Congrés de 27 de novembre de 1989 el partit es transformà i finalment adoptà el nom de Partit Popular Polonès.

## Resultats electorals

### Sejm
| Any  | Líder            | Vots                | %             | Escons    | +/– | Pos. |
| ---- | ---------------- | ------------------- | ------------- | --------- | --- | ---- |
| 1952 | Józef Niećko     | Dins del FJN        | Dins del FJN  | 90 / 425  | Nou | 2n   |
| 1957 | Stefan Ignar     | Dins del FJN        | Dins del FJN  | 118 / 459 | 28  | = 2n |
| 1961 | Stefan Ignar     | Dins del FJN        | Dins del FJN  | 117 / 460 | 1   | = 2n |
| 1965 | Czesław Wycech   | Dins del FJN        | Dins del FJN  | 117 / 460 | =   | = 2n |
| 1969 | Czesław Wycech   | Dins del FJN        | Dins del FJN  | 117 / 460 | =   | = 2n |
| 1972 | Stanisław Gucwa  | Dins del FJN        | Dins del FJN  | 117 / 460 | =   | = 2n |
| 1976 | Stanisław Gucwa  | Dins del FJN        | Dins del FJN  | 113 / 460 | 4   | = 2n |
| 1980 | Stanisław Gucwa  | Dins del FJN        | Dins del FJN  | 113 / 460 | =   | = 2n |
| 1985 | Roman Malinowski | Dins del PRON       | Dins del PRON | 106 / 460 | 7   | = 2n |
| 1989 | Roman Malinowski | 8,865,102 (Circum.) | N/A           | 76 / 460  | 41  | 3r   |
| 1989 | Roman Malinowski | 74,921,230 (llista) | 48.82         | 76 / 460  | 41  | 3r   |

## Presidents del partit
- 1949-1953 Józef Niećko
- 1953-1956 Władysław Kowalski
- 1956-1962 Stefan Ignar
- 1962-1971 Czesław Wycech
- 1971-1981 Stanisław Gucwa
- 1981 Stefan Ignar
- 1981-1989 Roman Malinowski
- 1989 Dominik Ludwiczak